# Look Homeward, Angel
Look Homeward, Angel è un dramma di Ketti Frings, tratto dal romanzo autobiografico Angelo, guarda il passato di Thomas Wolfe. La pièce debuttò all'Ethel Barrymore Theatre di Broadway il 28 novembre 1957, rimase in scena per 564 repliche e vinse il Premio Pulitzer per la drammaturgia. Facevano parte del cast originale Anthony Perkins, Jo Van Fleet, Arthur Hill e Hugh Griffith.